# Savvatij (Perepjolkin)
Savvatij (světským jménem: Sergej Alexandrovič Perepjolkin; * 10. července 1968, Kotělnikovo) je ruský duchovní Ruské pravoslavné církve a emeritní biskup vaninský a perejaslavský.

## Život
Narodil se 10. července 1968 v Kotělnikovu.
Po střední škole ve Volgogradu nastoupil na Kazaňské suvorovské vojenské učiliště, které dokončil roku 1985. Poté studoval na fakultě žurnalistiky Lvovského vyššího vojensko-polytechnického učiliště. Jako voják sloužil v Severním loďstvu. Roku 1991 odešel z armády v hodnosti nadporučíka.
Od února do května 1992 sloužil ve Valaamském monastýru, poté přešel do Trojicko-sergijevské lávry. V květnu 1993 byl přijat mezi bratry Nikolo-Šartomského monastýru ve vesnici Vvedenje Ivanovské oblasti. Zde byl redaktorem monastýrského deníku.
Dne 14. srpna 1993 jej arcibiskup ivanovský a kiněšemský Amvrosij (Ščurov) rukopoložil na diákona a 28. srpna na jereje. Dne 8. dubna 1994 byl postřižen na monacha se jménem Savvatij na počest svatého Savvatija Soloveckého. Studoval na Nižněnovgorodském duchovním semináři a Moskevské duchovní akademii.
Na podzim 1996 se stal představeným chrámu Povýšení Svatého Kříže v sídle Palech. Za dva roky byl jmenován představeným chrámu ikony Matky Boží Všech strádajících radost v Ivanově. Roku 2003 byl povýšen na igumena.
Přednášel katechismus a Nový zákon na Ivanovském pravoslavném bohosloveckém institutu a později konfesní právo a historii Ruské pravoslavné církve na Ivanovském duchovním semináři. Působil v dalších duchovenských funkcích.
Roku 2012 byl jmenován vedoucím oddělení pro styk s vojskem šujské eparchie. Poté působil do své volby biskupem v chabarovské eparchii.
Dne 21. října 2016 jej Svatý synod zvolil biskupem vaninským a perejaslavským. Dne 26. října byl povýšen na archimandritu a 30. října proběhla jeho biskupská chirotonie. Hlavním světitelem byl patriarcha moskevský a celé Rusi Kirill.
Dne 14. července 2018 byl ze zdravotních důvodů Svatým synodem penzionován, a jako místo pobytu mu byl určen Nikolo-Šartomský monastýr.